# 避暑地
避暑地是指海拔高于附近平原或山谷的城镇。该术语主要用于亚洲殖民时期（特别是印度），但也用于非洲（很少），指欧洲移民为避暑而建立在温度较低之地的城镇。在印度，大多数避暑地的海拔高度约为1,000至2,500米（3,300至8,200英尺）；极少数在这个范围之外。

## 避暑地列表

### 亚洲

#### 中国
- 牯岭，江西省
- 莫干山，浙江省
- 鸡公山，河南省
- 鼓岭，福建省
- 北戴河，河北省

#### 印度
- 阿恰巴尔，查谟-克什米尔邦
- 阿马尔卡恩塔克，中央邦
- 阿尔莫拉，北阿坎德邦
- 巴德里纳特普里，北阿坎德邦
- 巴德尔瓦（Bhaderwah），印度查谟-克什米尔邦
- 大吉岭，西孟加拉邦
- 库凯尔纳格，查谟-克什米尔邦
- 博瓦利，北阿坎德邦
- 古卢，喜马偕尔邦
- 库尔塞奥恩格，西孟加拉邦
- 兰斯多沃内，北阿坎德邦
- 列城，拉達克中央直辖区
- 洛纳瓦拉，马哈拉施特拉邦
- 隆格莱伊，米佐拉姆邦
- 马哈巴莱斯赫瓦尔，马哈拉施特拉邦
- 马泰兰，马哈拉施特拉邦
- 马纳利，喜马偕尔邦
- 毛辛拉姆，梅加拉亞邦
- 麦克罗干吉，喜马偕尔邦
- 米里克，西孟加拉邦
- 莫乌恩特阿布，拉贾斯坦邦
- 穆尔古木尔格，拉达克中央直辖区
- 穆索里，北阿坎德邦
- 奈尼塔尔，北阿坎德邦
- 纳尔卡恩达，喜马偕尔邦
- 特赫里，北阿坎德邦
- 乌塔卡蒙德，泰米尔纳德邦
- 伯杰默里，中央邦
- 帕拉姆普尔，喜马偕尔邦
- 帕哈尔加姆，查谟-克什米尔邦
- 保里，北阿坎德邦
- 皮托拉加尔，北阿坎德邦
- 拉尼凯特，北阿坎德邦
- 西隆，梅加拉亞邦
- 西姆拉，喜马偕尔邦
- 杜鲁-韦里纳格，查谟-克什米尔邦
- 乌塔尔卡斯希，北阿坎德邦

#### 印度尼西亚
- 蘇加武眉，西爪哇省
- 峇都，东爪哇省

#### 日本

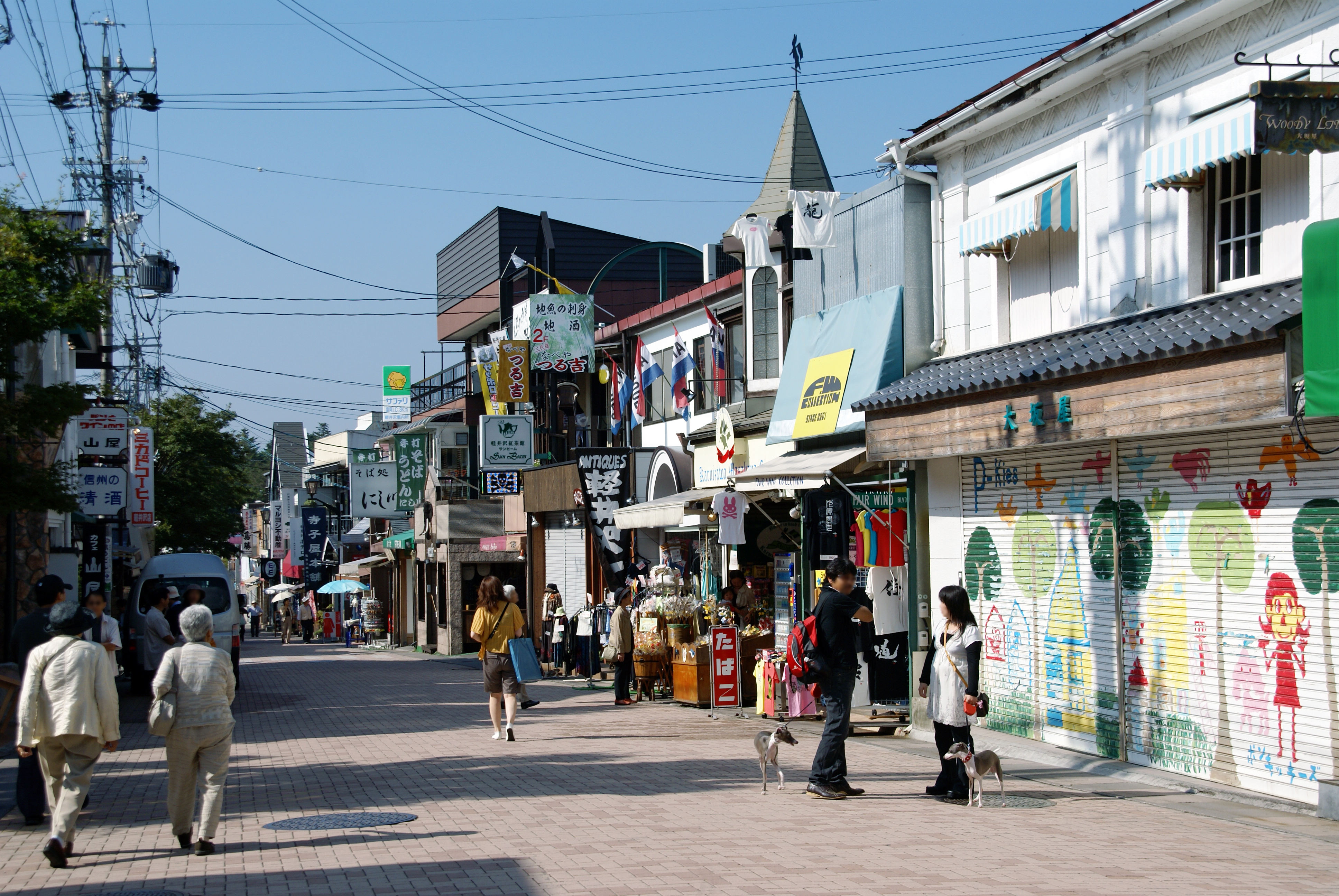
轻井泽町

- 箱根町，神奈川县[1]
- 轻井泽町，长野县[1]
- 日光市，栃木縣[1]
- 中禅寺湖，栃木縣[1]

#### 缅甸
- 彬乌伦，曼德勒省

#### 菲律宾
- 碧瑶市

#### 越南
- 大叻市，林同省
- 沙垻市社，老街省
- 三島國家公園
- 白馬國家公園
- 巴拿山（英语：Bà Nà Hills）